# Ermenrichs Tod
Das Lied von Ermenrichs Tod ist eine niederdeutsche Dichtung des Spätmittelalters, die berichtet, wie Dietrich von Bern sich erfolgreich gegen den König von Armentriken zur Wehr setzt und ihn tötet.
Dietrich wird samt Gefolgschaft vom in Franckriken herrschenden König van Armentriken mit dem Galgen bedroht. Er zieht aus, um den König zu vertreiben, und erlangt dabei die Hilfe des riesenhaften Königs Blödelinck, Sohn einer Witwe aus Franckriken. Mit seinen elf Begleitern zieht er am Galgen vorbei nach Freysack, wo der König residiert. Dort fragen sie, als Tänzer verkleidet, den König, was er ihnen vorwerfen würde. Der König antwortet nicht, Dietrich schlägt ihm den Kopf ab. Die Berner töten alle Insassen der Burg außer dem treuen Torwächter Reinholt van Meilan.
Mit dem König ist sicher der bekannte König Ermenrich (= Ermanarich) der Dietrichsage gemeint. Freisack geht wohl auf Breisach zurück, der Heimat Eckharts, des Vormunds der Harlungen, die von Ermenrich getötet wurden. Die Art und Weise der Tötung erinnert an die Swanhildsage, wie sie das Hamdirlied der Edda überliefert und wo die Brüder Hamdir und Sörli den König Jörmunrek töten, nachdem sie an dem Galgen vorbeigezogen sind, den Jörmunrek für seinen Sohn hat errichten lassen. Interessant ist, dass der König hier in Franckriken, also dem Reich der Franken herrscht. Es gibt allerdings eine Notiz in der Sprichwortsammlung des Johannes Agricola von 1523, die besagt, dass die Franken unter dem hier Ermentfried genannten Ermenrich sich der Lombardei bemächtigt hätten und von dort die Harlungen getötet haben. Vielleicht taucht hier eine Erinnerung an die Eroberung des Langobardenreichs durch Karl den Großen auf.
Das Lied ist ca. 1535/45 in einer niederdeutschen Flugschrift unter dem Titel Van Dirick van dem Berne erschienen sowie in einem Liederbuchdruck von ca. 1590/1600. Die Flugschrift enthält noch das themenverwandte Landsknechtlied Van Juncker Baltzer, das die Taten eines Landsknechtshaufens bei dem Versuch des dänischen Königs Christian II., im Jahre 1531/1532 vom niederländischen Exil aus die Herrschaft wiederzugewinnen, schildert. Genauso erinnert ja die Bedrohung Dietrichs durch den König van Armentriken an die Geschehnisse im Epos Dietrichs Flucht.
Ermenrichs Tod gehört zu einer missverständlich als Volksballade bezeichneten spätmittelalterlichen Gattung, bei der in oft dramatisch zugespitzter Form von bewegenden Ereignissen erzählt wird.